# Busscar Onibus
Busscar Õnibus S.A. var en tidigare brasiliansk busstillverkare. 
Busscar Õnibus grundades 1946 som ett snickeriföretag i Joinville i delstaten Santa Catarina i Brasilien av bröderna Augusto och Eugênio Nielson, som var av svensk härkomst. De tillverkade 1949 sin första buss med träkaross på ett Chevrolet-chassi. Augustos äldste son Harold Nielson (död 1998), kom in i företaget 1956. Det bytte så småningom namn till Carrocerias Nielson och senare till Busscar Ônibus.
Företaget gick i konkurs i september 2012. År 2017 övertogs fabrikslokalerna av Maurício Lourenço da Cunha, som återstartade busstillverkning i företaget Carbuss - Indústria de Carrocerias Catarinense Ltda.

## Samriskföretag i Norge och Danmark
Busscar Õnibus gjorde från 2001 ett försök att komma in på den europeiska marknaden genom ett joint venture-företag med norska Vest Buss. Företaget Vest-Busscar Holding A/S bildades med Vest Buss som ägare till 65 % och Busscar Õnibus till 35 %. Planen var att sälja Busscars fordon över hela Europa, med  busskarosserier importerade från Brasilien och med slutmontering på Europa-byggda chassier. Vest-Busscar inköpte för detta ändamål i februari 2002 Dansk Automobil Byggeri i Silkeborg i Danmark av Scania. Någon produktion kom dock inte till stånd och det danska dotterföretaget sattes i konkurs i februari 2003. Busscar sålde ut sin minoritetsandel i joint venture-företaget 2006.

## Bildgalleri

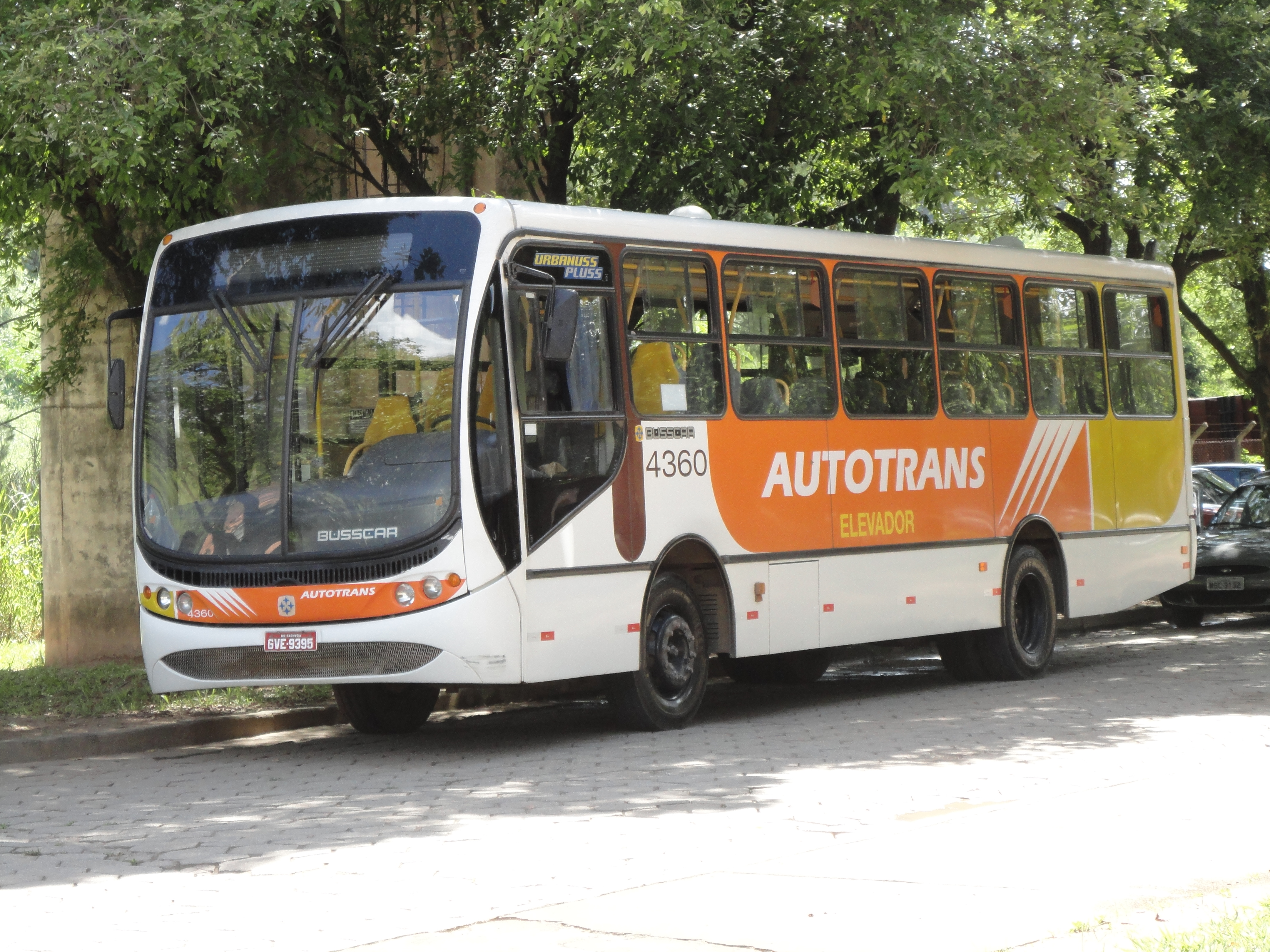
Buss i Timóteo i Minas Gerais i Brasilien på ett Mercedes Benz OF-1722M-chassi
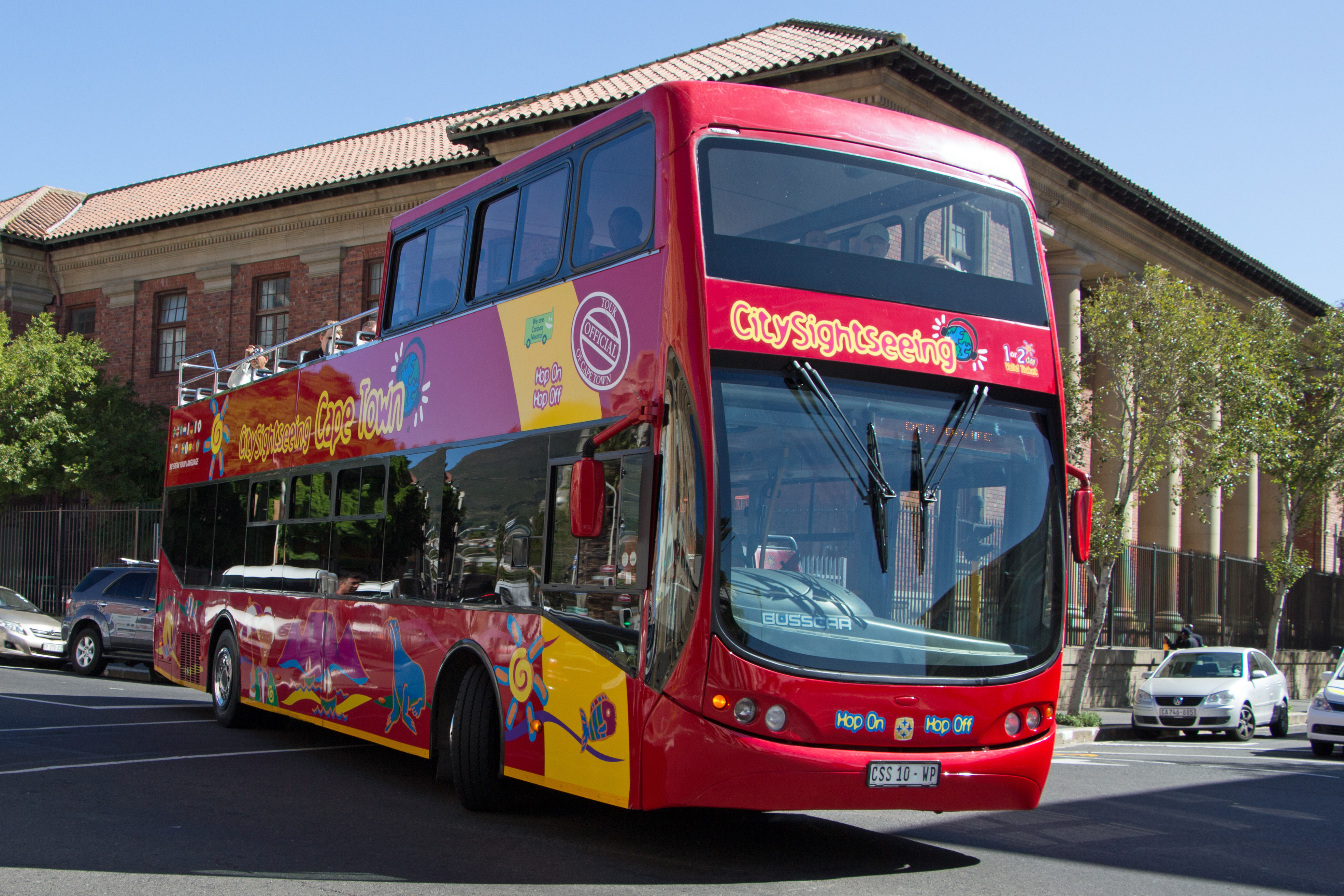
Sightseeing-buss i Kapstaden i Sydafrika på ett Volvo B7TL-chassi
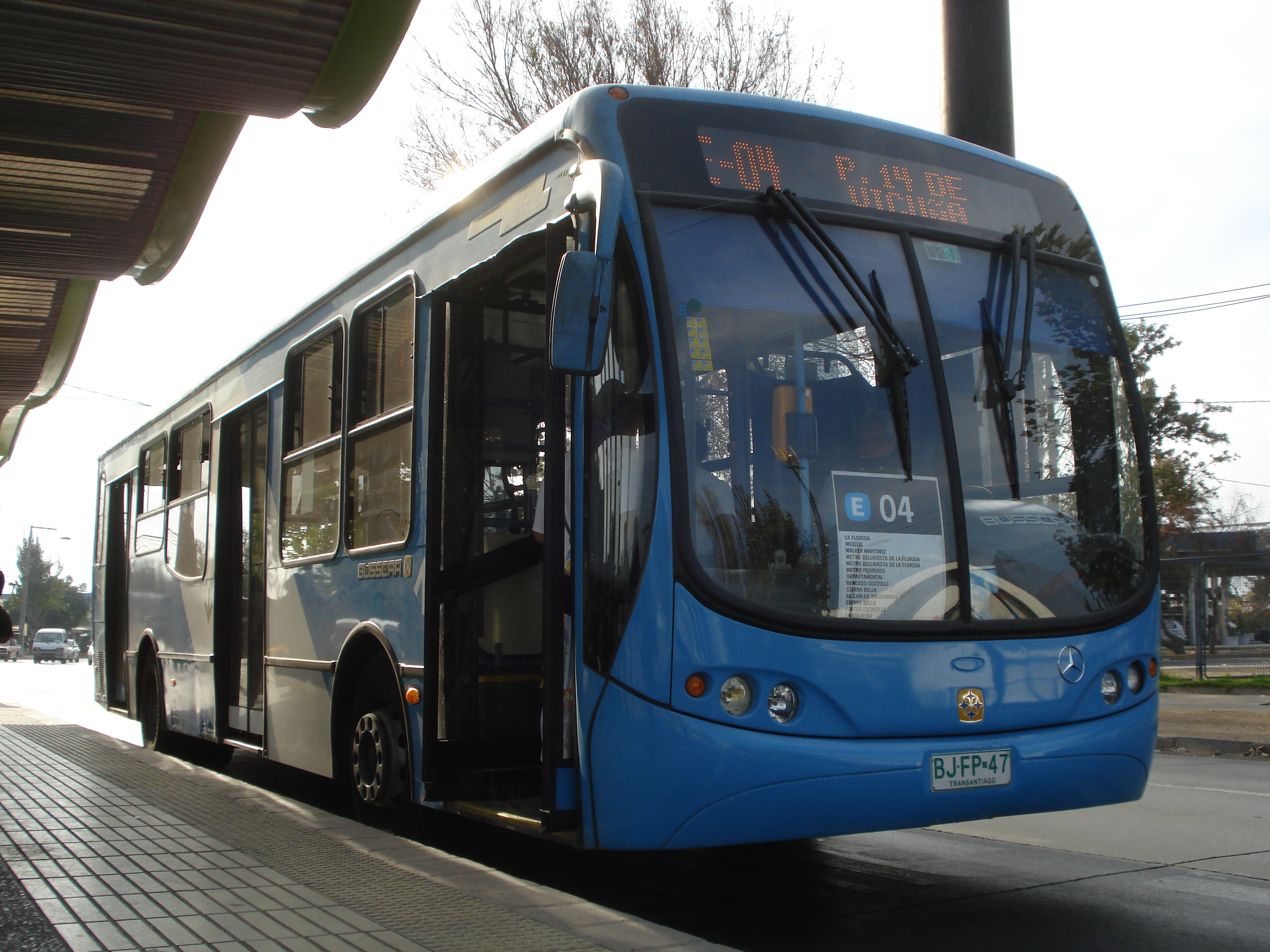
Stadbuss i Santiago de Chile inom Transantiagoprojektet
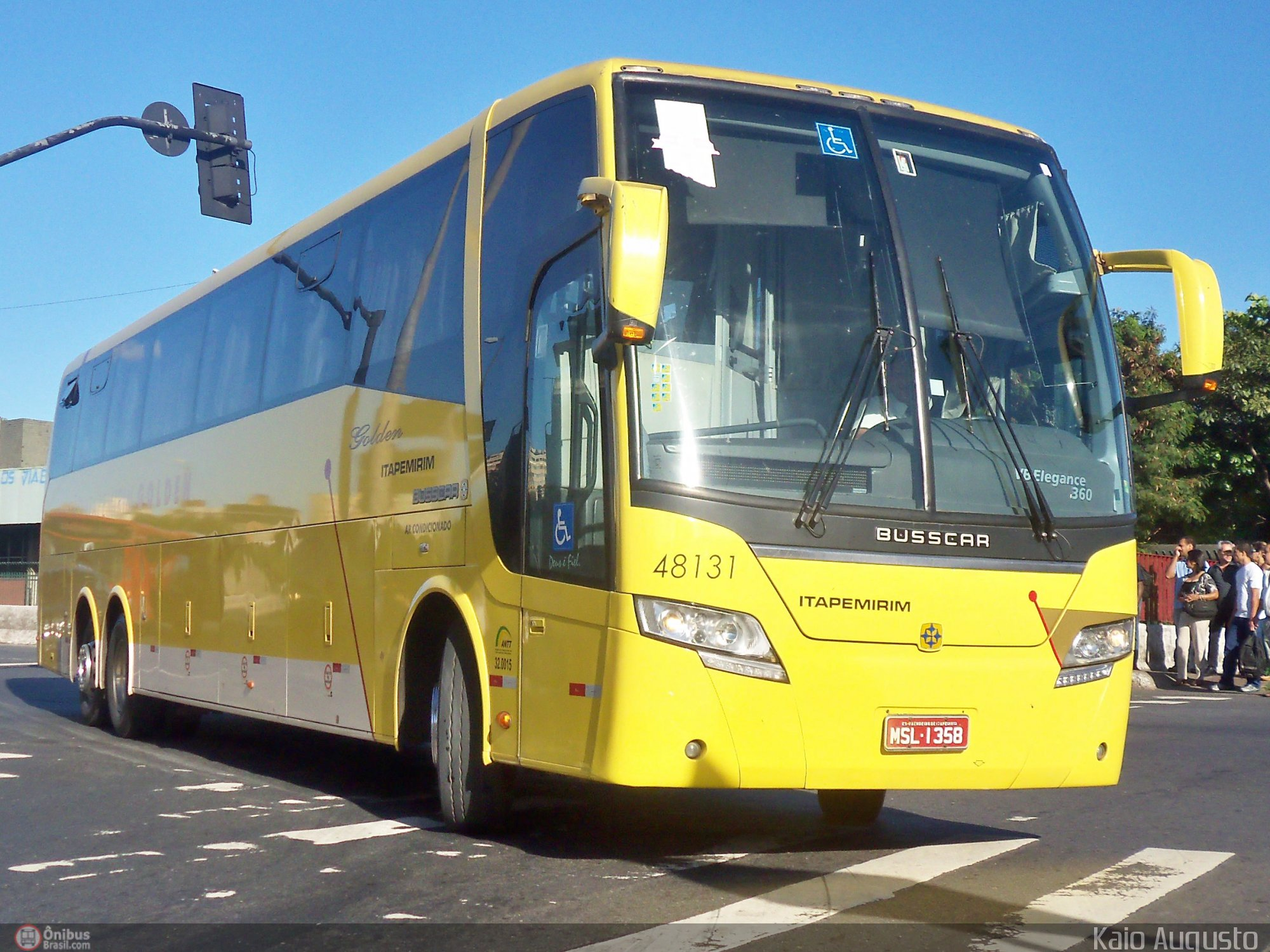
Turistbuss på Volvo B12R-chassi
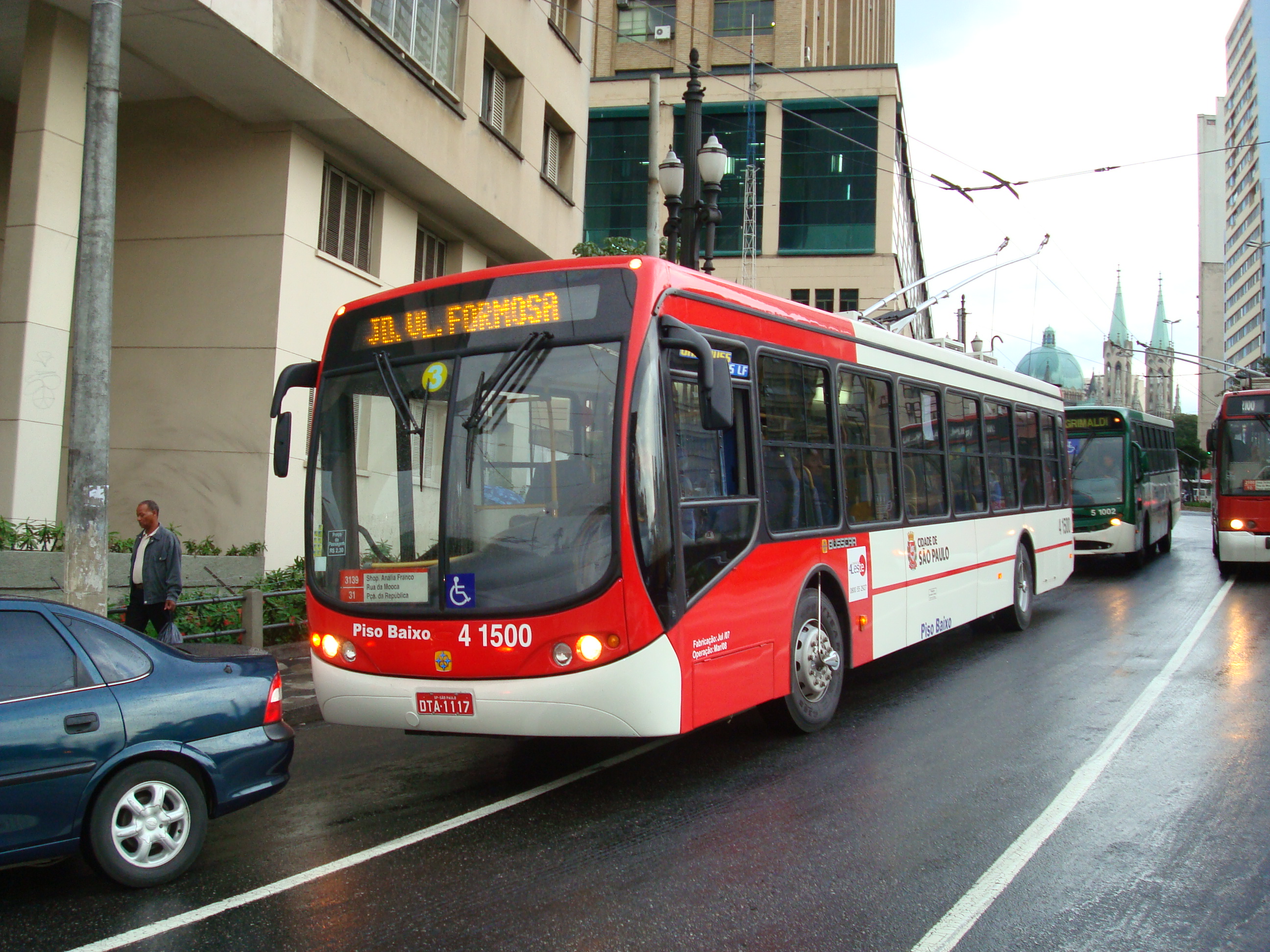
Trådbuss i São Paulo, byggd 2007 av Busscar och WEG Industries